# Wide Field Infrared Explorer
O Wide Field Infrared Explorer (WIRE) é um satélite lançado em 1999 pelo foguete Pegasus e colocado em órbita polar entre 409 e 426 km de altitude. WIRE foi projetado para fazer um levantamento de quatro meses do céu inteiro, procurando especialmente por galáxias starbursts e protogaláxias luminosas. Infelizmente, um mal funcionamento fez com que sua tampa protetora contra poeira fosse ejetada,
expondo o telescópio ao Sol, o que fez com que o fluido para refrigeração dos detectores infravermelhos evaporasse.
As operações com o WIRE foram re-planejadas, para que ele usasse seu sistema óptico para seguimento de estrelas (usado originalmente para calibrar a orientação do satélite) para fazer o monitoramento contínuo e por longos períodos de estrelas brilhantes fornecendo dados para dois programas científicos distintos: asterosismologia e pesquisa por exoplanetas. O programa de asterosismologia visa medir variações no  brilho das estrelas para poder inferir sua estrutura. O programa de exoplanetas procura por transições de grandes corpos (possíveis exoplanetas) diante do disco estelar.  